# قسم بربرود الغربي الريفي (مقاطعة أليغودرز)
قسم بربرود الغربي الریفي (بالفارسية: دهستان بربرود غربی) هي قسم تقع في إيران في قسم. يقدر عدد سكانها بـ 11,171 نسمة .